# Thamnophis butleri
Espèce
Synonymes
- Eutaenia butleri Cope, 1889

Statut de conservation UICN

 LC  : Préoccupation mineure
Thamnophis butleri est une espèce de serpents de la famille des Natricidae.

## Répartition
Cette espèce se rencontre, :
- au Canada dans le sud de l'Ontario ;
- aux États-Unis dans le nord-est de l'Indiana, dans l'Ohio, dans le Michigan et dans le sud-est du Wisconsin.

## Description
Cette espèce est ovovivipare.

## Étymologie
Cette espèce est nommée en l'honneur d'Amos William Butler (1860–1937).

## Publication originale
- Cope, 1889 "1888" : On the Eutaenia of Southeastern Indiana. Proceedings of the United States National Museum, vol. 11, p. 399-400 (texte intégral)..